# اسا چارلتون
اسا چارلتون (انگلیسی: Asa Charlton؛ زادهٔ ۱ دسامبر ۱۹۷۷) بازیکن فوتبال اهل بریتانیا است.
از باشگاه‌هایی که در آن بازی کرده‌است می‌توان به باشگاه فوتبال منزفیلد تاون، باشگاه فوتبال لیمینگتون، باشگاه فوتبال ردیچ یونایتد، باشگاه فوتبال کوربی تاون، باشگاه فوتبال تلفورد یونایتد، و باشگاه فوتبال ووستر سیتی اشاره کرد.